# Dolmen von Peyrelevade (Paussac-et-Saint-Vivien)
Der Dolmen von Peyrelevade (auch Dolmen von Prézat genannt) liegt südlich von Paussac-et-Saint-Vivien, nahe der D 93 zwischen St. Vivien und Paussac bei Périgueux im Département Dordogne in Frankreich. Dolmen ist in Frankreich der Oberbegriff für neolithische Megalithanlagen aller Art (siehe: Französische Nomenklatur).
Der Dolmen besteht aus einem geschichteten rotbraun/schwarzen Deckstein, der auf fünf Kalksteintragsteinen etwa 2,0 Meter über dem Boden liegt und eine Kammer von etwa 3,0 × 2,0 m bedeckt. Ein gefallener Deckstein und eine zweite Kammer liegen am westlichen Ende. Es gibt weitere große Steine. Vielleicht war es einmal ein viel größerer Dolmen mit mehreren Kammern.
In der Nähe liegt der Pseudodolmen Peyre d’Ermale.

Dolmen von Peyrelevade
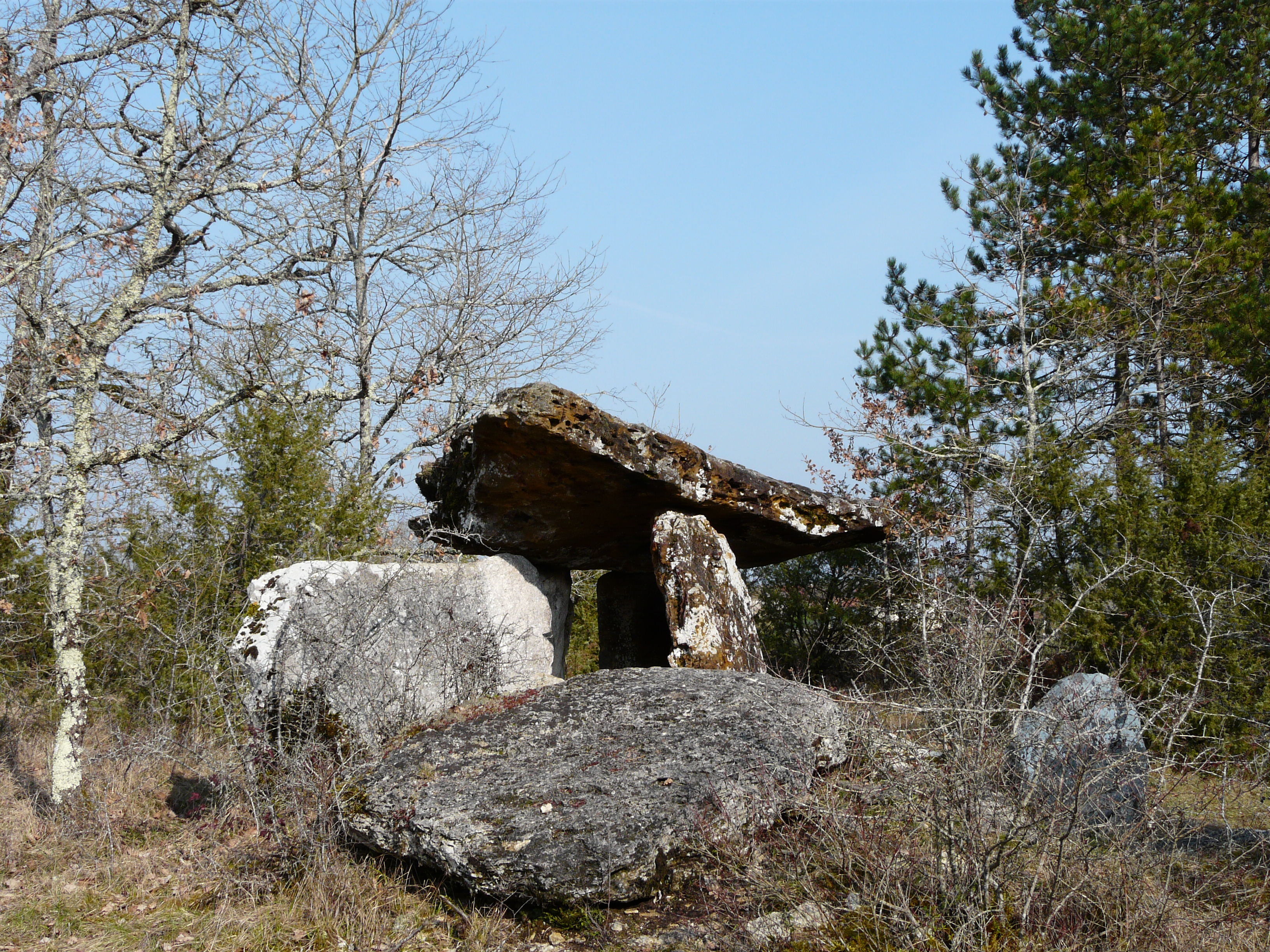
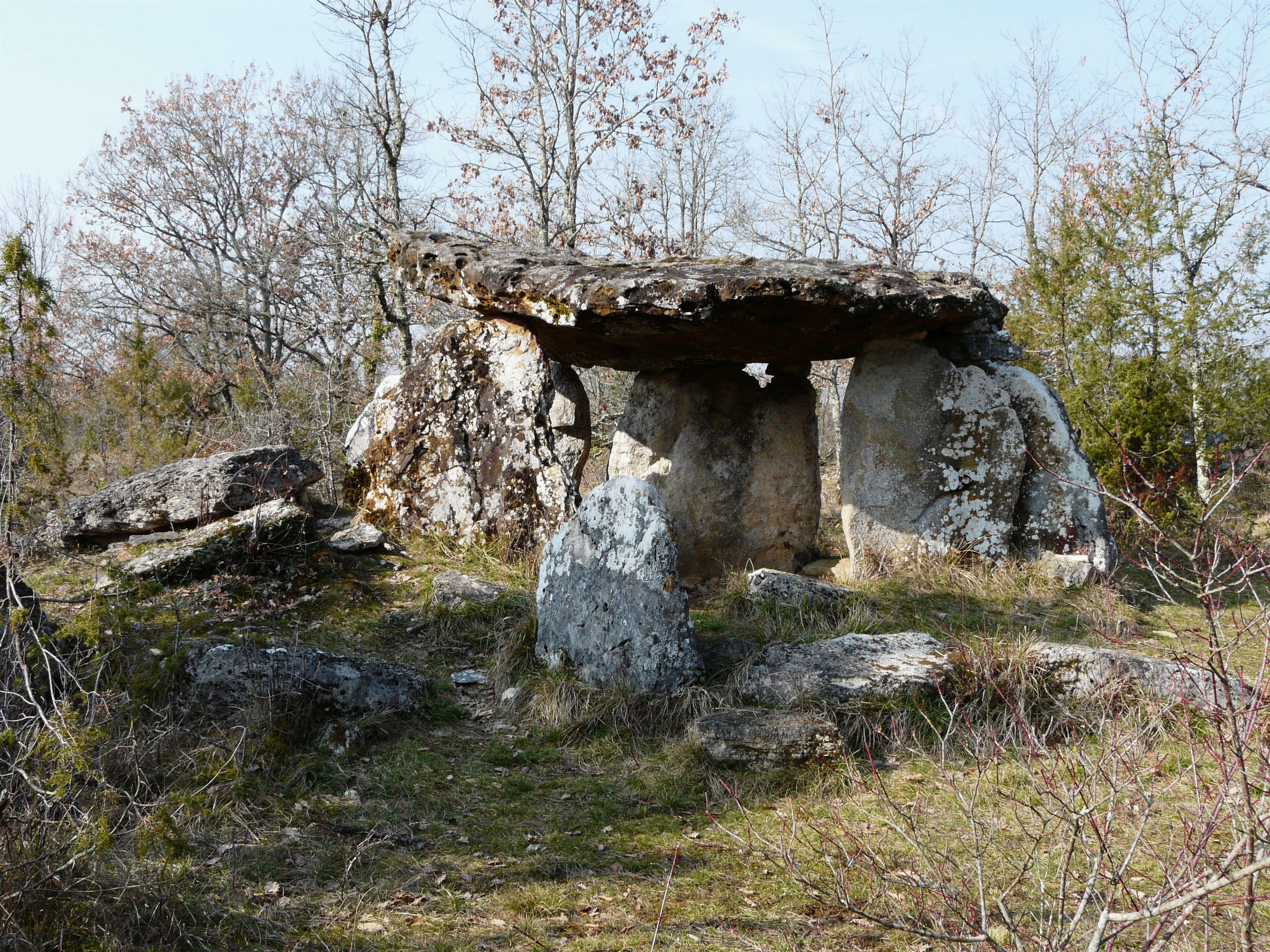
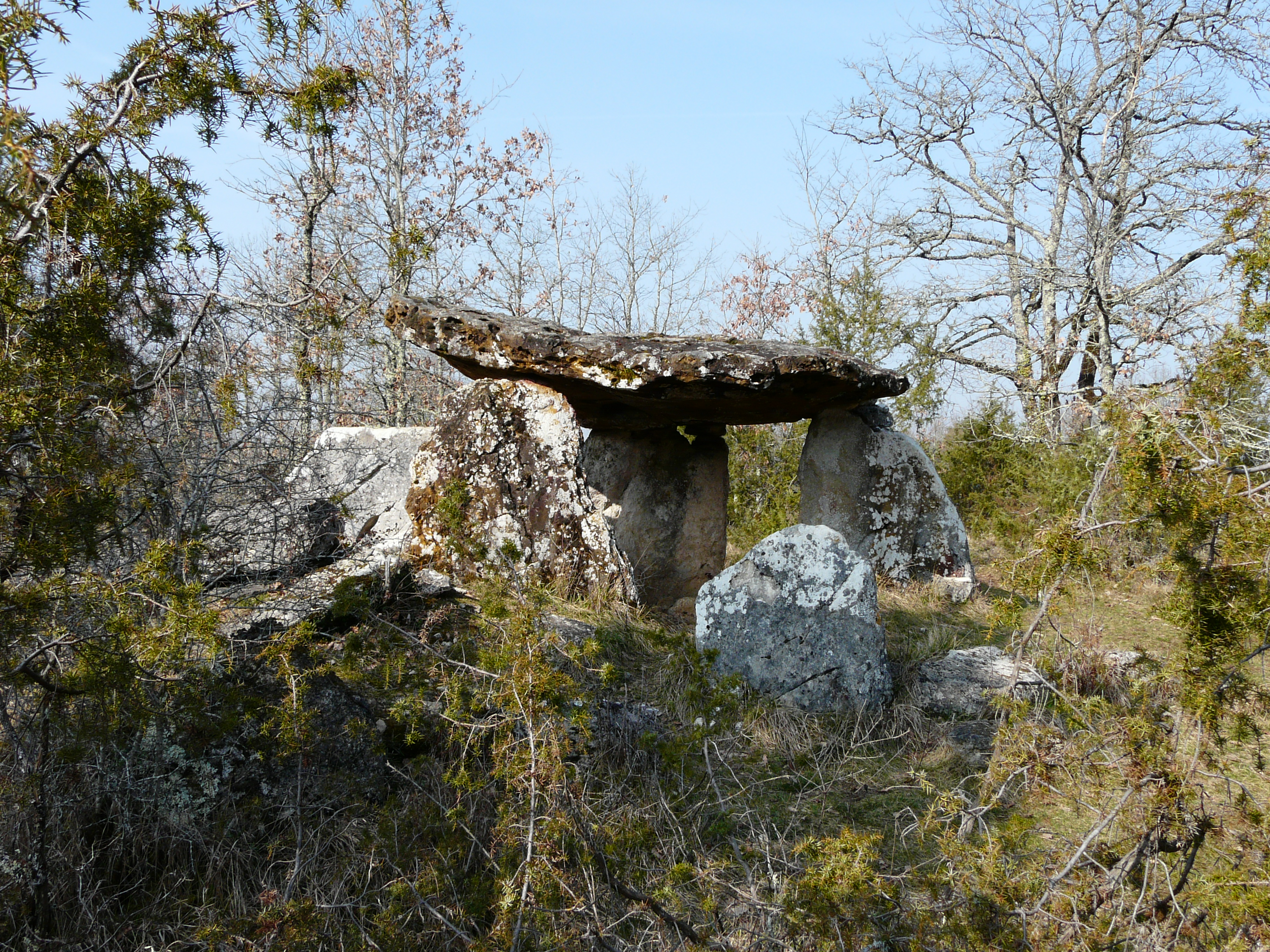
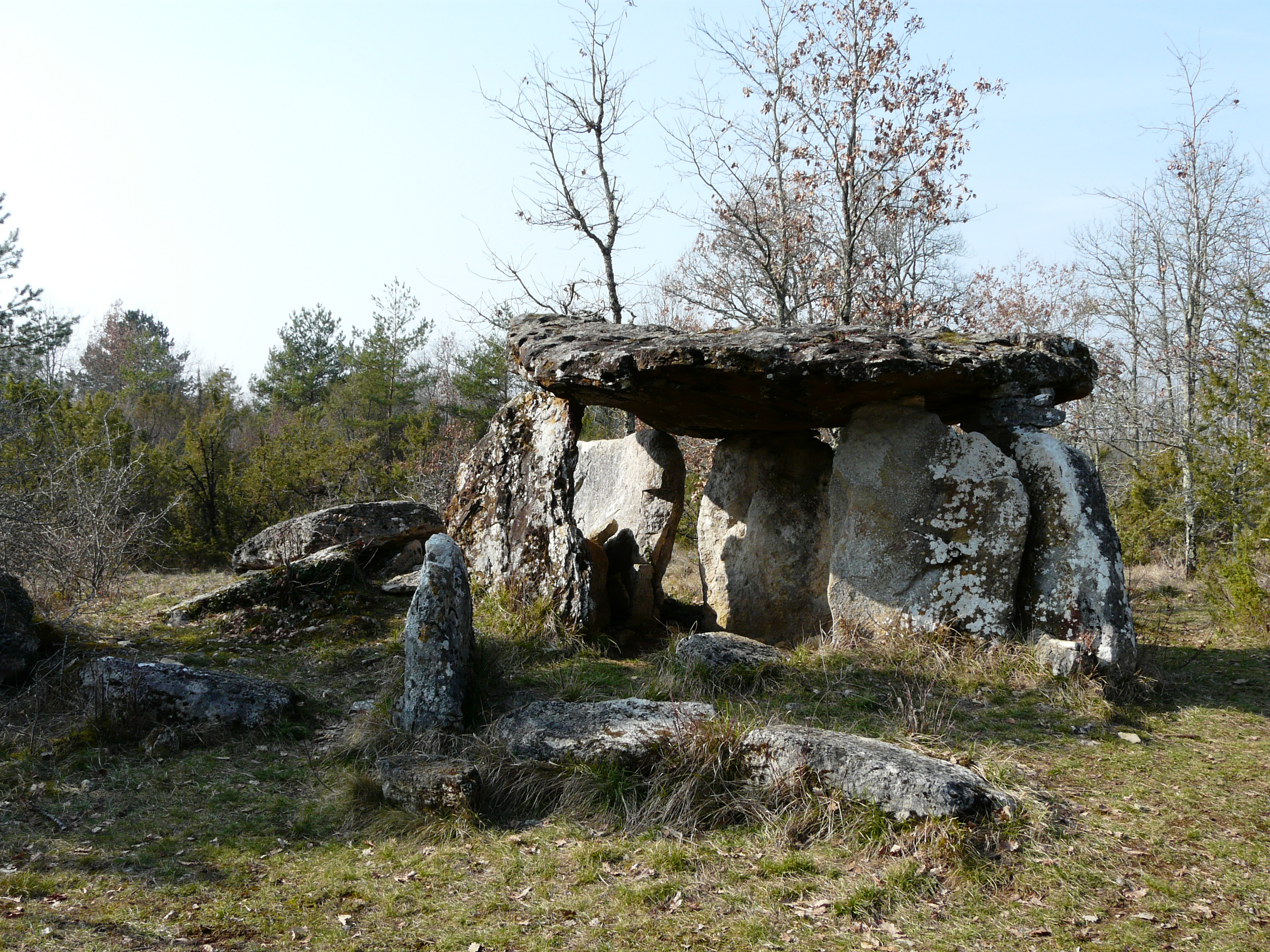
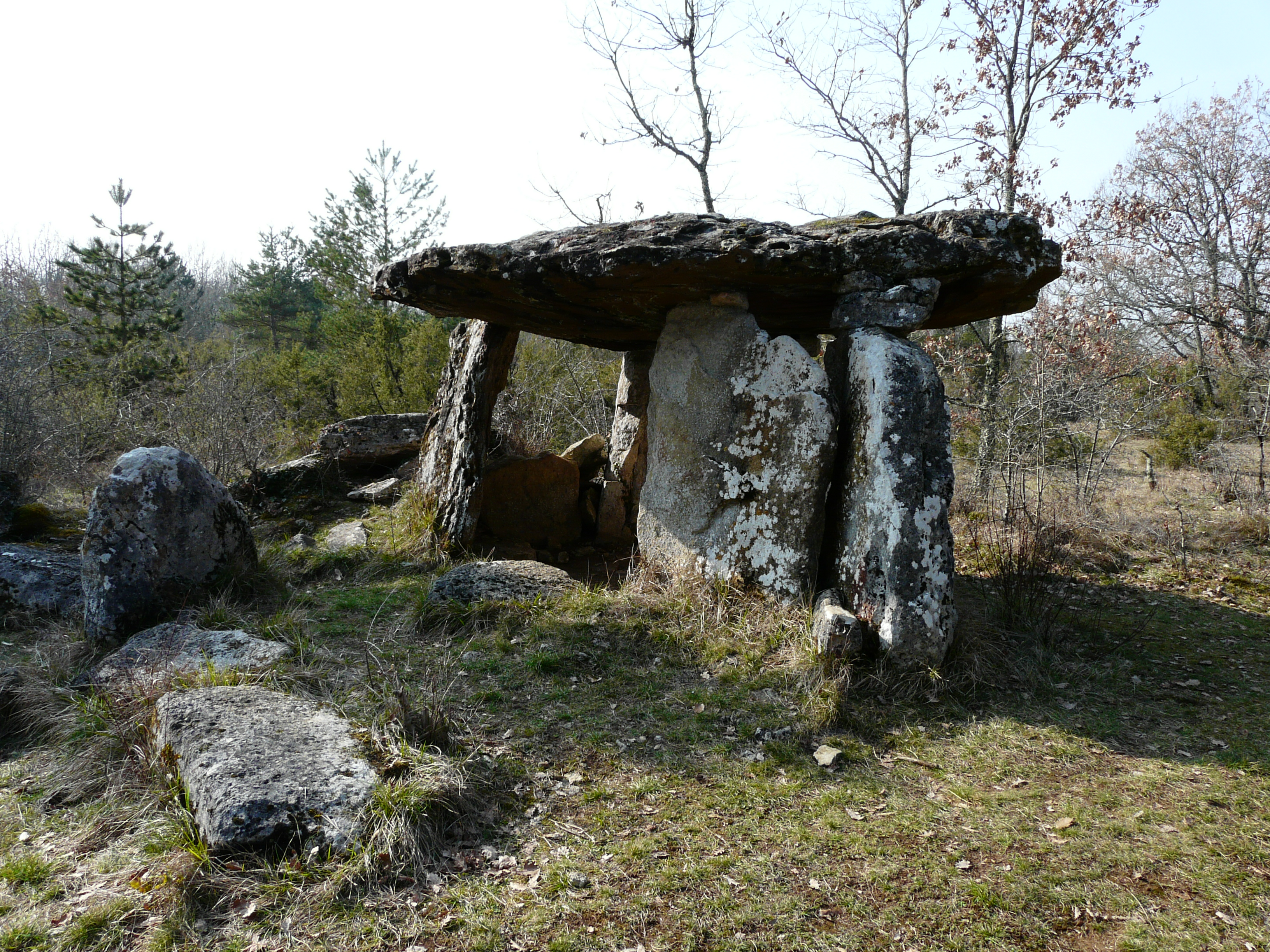
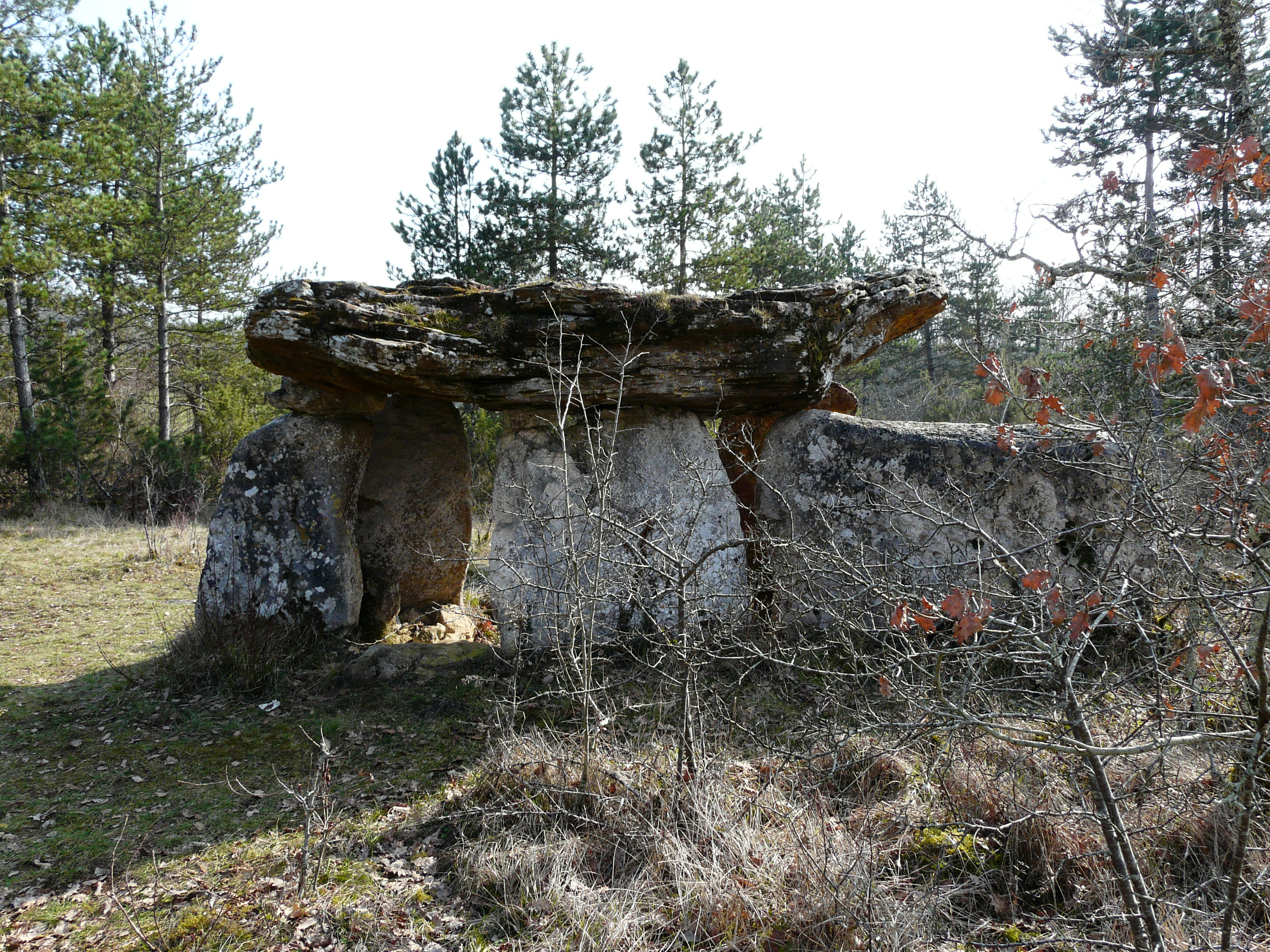